# バナナの叩き売り

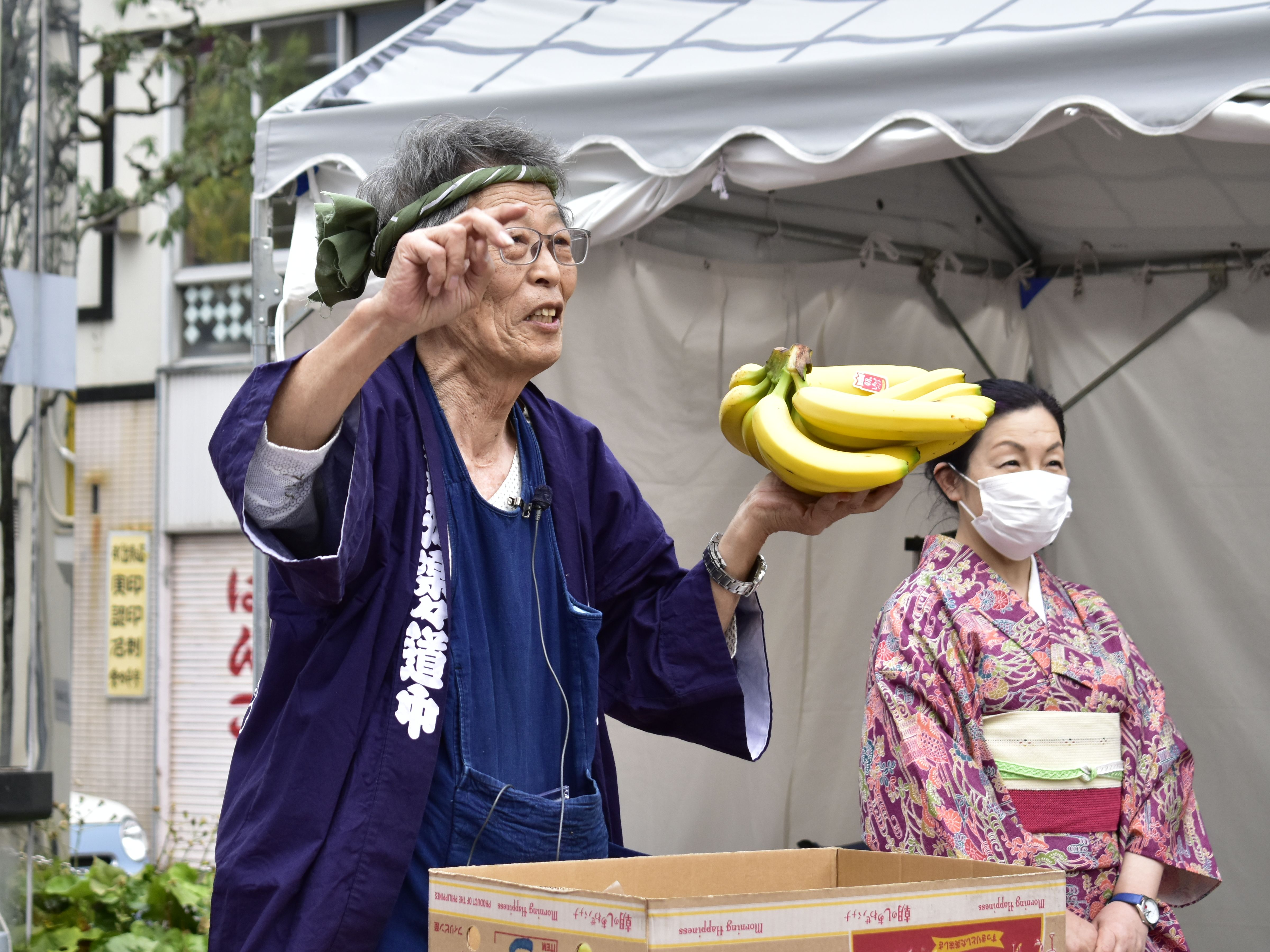
静岡まつりでのバナナの叩き売り（2023年5月）

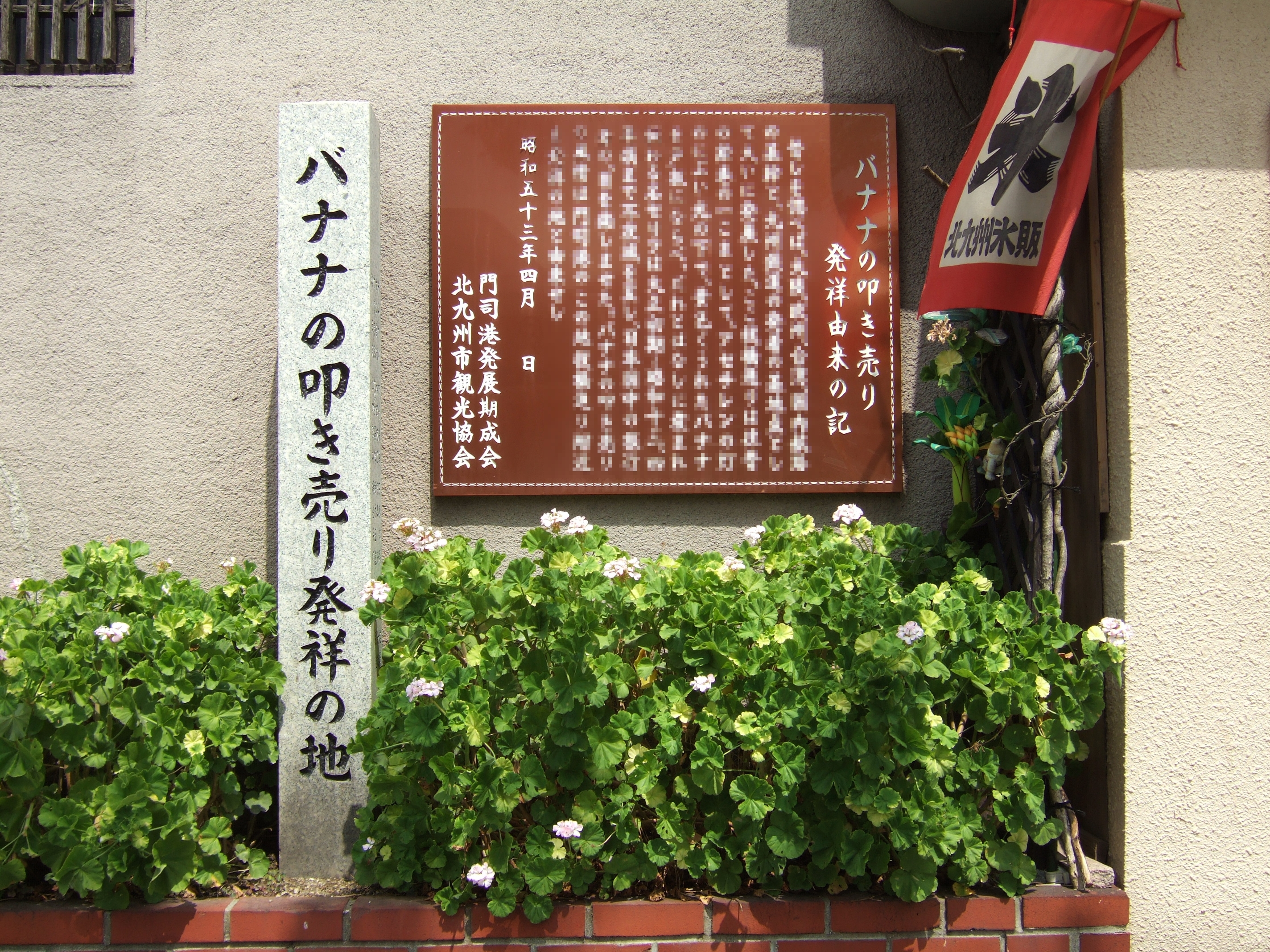
北九州市の門司港にある
「バナナの叩き売り発祥の地」の碑

バナナの叩き売り（バナナのたたきうり）は、かつて露天商、的屋が行う、独特の口上を述べながら客を引き寄せてバナナを露天で売る手法（いわゆる啖呵売のひとつ）。
大正時代初期に福岡県門司市（現北九州市門司区）の門司港周辺で行われたのが発祥と言われている。

## 概要
日本におけるバナナは明治時代後期以降、台湾・基隆の商人が神戸港に持ち込んだのが始まりとされている。当時台湾は日本の領土であり、大量に荷揚げされるようになり、日本において庶民が気軽に購入できるようになった。地理的に台湾と近い門司港はバナナの流通拠点として大量に荷揚げされることとなった。明治36年（1903年）当時、台湾の基隆から門司港まで3日、神戸港まではさらに1日かかり、バナナは腐りやすいため、門司港で下ろした方が率が良かった。全盛期には年間600万人の利用者で「不夜城」と称された門司港から桟橋通まで60軒の露店が並んだという。
通常、バナナは完全に熟していない青いうちに運び、問屋の地下室（「室」と呼ばれていた）で熟成させて各地に出荷されるが、まれに輸送中の船内で熟成が進みすぎたり（いわゆる「籠熟（かごうれ）バナナ」）、傷がついたりしたものは商品価値が大きく落ちてしまう。当時は保存の技術がないためそのまま廃棄されていたことから、換金のために廃棄前にバナナを売り切ってしまっていたのがバナナの叩き売りの始まりとされている。1913年（大正2年）頃には、夜店でバナナ100匁が1-5銭で安売りされていた。
戦時中の1941年には戦争の激化に伴い台湾からのバナナの輸入がストップ。終戦後は物流の発達などにより「港での売り切り」の必要性がなくなってきたため、本来の目的での「バナナの叩き売り」は廃れていった。門司港でも1942年の関門トンネルの開通に伴い「門司駅」が「門司港駅」と改称され、流通の拠点から外されたこともあり、戦後は完全に廃れてしまった。しかし、門司港区で公民館長をしていた井川忠義が昭和38年（1963年）に「門司港バナナの叩き売り保存会」を発足し、当時の口上を復刻。自らが吹き込んだレコード『門司港バナナの叩き売り』を発売した。当初は井川が個人で公民館などで活動し、口上の保存に努めていたが、住民の理解により同好の士を得て、ちょうど1970年代よりフィリピン産バナナが日本に大量に出回るようになったこともあり、昭和51（1976）年に「バナナの叩き売り」の露店が再開された。門司区役所、北九州市観光協会など自治体のバックアップを得て、昭和53年（1978）には門司港駅前に「バナナの叩き売り発祥の地」碑が建設され、自治体の主導で、「門司港バナナの叩き売り保存会」など7つの「バナナの叩き売り」保存団体を糾合して「バナナの叩き売り連合会」が発足。「門司港レトロ地区」の開始に伴い、レトロ地区において観光客向けに実演販売を行ったり、「バナナの叩き売り」を継承するために「門司港バナナ塾」を開催するなど、自治体の主導で伝統文化として継承されており、2017年4月には「関門“ノスタルジック”海峡」の構成文化財の一つとして、日本遺産に認定されている。

## 形態
バナナの価格は安い値段から徐々に吊り上げていくやりかたもあるが、高い値段から徐々に値を下げていく（ダッチ・オークション）のが普通。バナナは一房丸ごとで売られる場合が多い。もともと二人1組でやるのが普通で、口上を述べる人の横には料金を受け取ったり、購入した客に新聞紙にくるんだバナナを渡したりするアシスタント的な人がおり、そういう人が、「まだ高い！」「もっと負けて」等のあいの手を入れて、盛り上げたりする。口上に相槌を打って笑いを誘ったりしていた。

## 口上
バナナの叩き売りの際には口上に加えて「バナちゃん節」と呼ばれる様々な歌を歌うのが特徴で、様々な歌詞の曲があるという。
1950年（昭和25年）12月13日付け日本経済新聞では、新橋駅前で行われていたバナナの叩き売りを記事にしているが、すでに昭和25年の時点で「なつかしい」と表現している。口上次第で、客が市価の倍ぐらいで買い求めることも珍しくはなく、熟練の売り手には大道芸的な要素も含まれていた。

## 資料施設とPR

### 門司港バナナ資料室
北九州市では関門海峡ミュージアムに「門司港バナナ資料室」を開設しており、バナナの叩き売りの歴史や口上のルーツなどの資料を展示している。

### バナナ姫ルナ
バナナ姫ルナは、2015年に北九州市が設定した、門司港バナナの素晴らしさを伝えるために誕生したバナナの妖精のイメージキャラクター。北九州市出身のイラストレーター・しいたけがデザインし、門司港バナナのPRキャラクターとして、門司区役所主催のイベント「門司港バナナ博物館2015」で初めて登場させた。
また、2016年になり「バナナ姫ルナ」のコスプレイヤーが話題となった。北九州市観光課所属で仮装が趣味の女性職員（公務員）が上司に提案して活動を始めたもので、本人の人事異動を機に2018年3月末で活動を一旦終了したが、「2代目が現れるまで」の限定で個人でのボランティア活動として2018年10月から活動を再開。なお、この女性職員は北九州市議会選挙出馬のため2020年9月に退職。2021年1月、八幡西区選挙区でトップ当選を果たした。なお、二代目は現れていない。

### バナナマンとバナナマン・ブラック
北九州市の門司港レトロ地区、海峡プラザ前には、バナナマンとバナナマン・ブラックの像が置かれている。2011年9月17日に設置。なお、門司港バナナ資料室にも、バナナマンの顔出しパネル絵が存在する。